# Donna's Story
Donna's Story is de naam van de 84ste aflevering van de sitcom That '70s Show van FOX, uit het vierde seizoen. De aflevering is voor het eerst uitgezonden in Amerika op 13 november 2001, en werd geregisseerd door David Trainer.

## Verhaal
De aflevering begint met een verhaal dat Donna heeft geschreven, over de gebeurtenissen in de relatie met Eric Forman. In het verhaal heet Eric Derek en Donna Wanda. Donna heeft het verhaal spontaan geschreven zonder enige bedoelingen, zegt ze. Ze heeft het verhaal in de schoolkrant gezet. Eric is hier niet blij mee, omdat hij denkt dat Donna het geschreven heeft om hem te pesten. Eric legt aan zijn vrienden uit wat de overeenkomsten zijn met zijn leven en die van het verhaal. Eric heeft bijvoorbeeld ooit eens de kat van Donna vermoord, en in het verhaal vermoordt Derek ook een kat, Sir Bonkers genaamd. 
Red en Kitty Forman gaan naar hun buurman Bob om zijn nieuwe vriendin, Joanne Stupak, te ontmoeten. Dit loopt niet vlekkeloos. Joanne had al van Bob gehoord dat Red een 'pain in the ass' zou zijn. Ze gaan barbecueën. Red loopt al naar de barbecue, maar Joanne zegt dat Red maar een salade moet gaan maken en Joanne de barbecue doet. Red reageert hier verbaasd op en zegt dat mannen geen salade maken. Dat doen vrouwen, volgens hem. Toch overtuigt Joanne Red om een salade te gaan maken, samen met Bob. Red kiest uit een keuze van twee schorten, een harige borst of een smoking, en hij kiest de smoking. Bob zegt: "De harige borst is Joannes favoriet." Red zegt daarop: "Vast omdat ze die zelf heeft."
Donna komt in de kelder van Eric, waar ze meteen belaagd wordt door Eric. Hij zegt dat het verhaal over hen gaat, maar Donna ontkent dat. Ze zegt dat er wel wat overeenkomsten zijn, maar dat is omdat schrijvers verhalen schrijven over hun eigen leven. Donna vertelt ook dat ze het verhaal alleen maar geschreven heeft voor domme schoolmeisjes. Daarop komt Jackie binnenstormen en zegt: "Geweldig, wat een verhaal."
Steven vertelt in The Hub aan Jackie dat Kelso haar 50 dollar gebruikt heeft voor een flipperkast. Kelso zegt dat hij voor elke dollar die hij erin gooit, de helft terugkrijgt. Hij denkt dat dat vijftig procent winst is. Fez zegt daarop dat het een vijftig procent verlies is. Kelso reageert met de zin: "Het is moeilijk voor een buitenlander om ons kapitalistische systeem te begrijpen, maar dit gaat om kwartjes en niet om kikkers of kippen.". Fez reageert erop: "Daar ga ik echt niet op reageren, want ik zou niet weten hoe". Kelso probeert het goed te maken, hij zegt: "Maar Fez..", waarop Fez zegt: "Lik m'n reet!" Donna en Eric gaan in discussie waaruit blijkt dat Eric ook een verhaal gaat schrijven om Donna te vernederen.
Ondertussen zijn de familie Forman en de familie Pinciotti klaar met het vlees bakken en zijn ze aan het eten. Bob en Kitty vinden het vlees heerlijk, maar Red vindt zijn vlees droog en wil het fijnkauwen met wat water. Joanne zegt: "Nou, daar is de tuinslang." Als Bob en Joanne weglopen, klaagt Red tegen Kitty over de twee buren. 
Kelso heeft de sleutel van de flipperkast weten te bemachtigen, en opent de machine. Er zit geen kwartje in, niemand speelt. Fez zegt: "Ik zou wel spelen, maar mijn kikkers en kippen passen er niet in".Kelso zegt dat Jackie in een bikini voor de flipperkast moet gaan staan, om meer klanten te lokken. Jackie weigert, omdat het anders een 'rotzooitje' wordt. Kelso bedenkt dat hij dan pamfletten kan ophangen met een foto van Jackie in een bikini. Dat vindt Jackie goed. Fez heeft er eentje in zijn zak. Hij zegt: "Hou maar, ik heb er genoeg".
Eric heeft een verhaal geschreven, en Donna komt boos de kelder in. Ze zegt: "Je wilde me hiermee gewoon kwetsen"., waarop Eric zegt: "Welnee.. Jij trouwens ook." Donna gaat er niet eens op in, ze loopt boos weg. 
De volgende dag is er een barbecue bij de Formans. Red heeft het vlees op de barbecue gelegd en komt naar binnen met het verzoek of 'iemand' een salade wil gaan maken. Joanne weigert. Bob stelt voor om de salade te maken, maar Joanne en Red zeggen gelijk: "Zitten, Bob". Joanne wil bij nader inzien toch wel een salade maken, als Red toegeeft dat ze Joanne wil kleineren. Bob zegt: "Ik ruik iets branderigs". Red stormt naar buiten en komt terug met pikzwarte steaks. Hij zegt: "Als je hem niet goed doorbakken wilde, had je het moeten zeggen".
Kelso komt in de Hub en zit dat de flipperkast vervangen is voor Space Invaders. Fez heeft aan de eigenaar verteld dat flipperen uit is en Space Invaders in. Eric en Hyde komen binnen en komen te weten dat Donna een tweede verhaal heeft geschreven. Eric gaat naar Donna om het goed te maken. Donna accepteert het.